# Yeshaq Iyasu
Yeshaq Iyasu fut un prétendant au titre de Roi des Rois d'Éthiopie (1685) soutenu par le général Walle et Tabdan, ennemis de Iyasou I. Ce dernier l'emportera, Yeshaq Iyasu sera emprisonné et ses soutiens assassinés.